# Alkylering
Alkylering är en reaktion där en alkylgrupp förs över från en molekyl till en annan.
Den vanligaste metoden är att alkylgruppen kommer från en halogenalkan som bildar en fri radikal genom att donera sin halogenatom till en metallhalid som fungerar som katalysator. Restprodukten blir en vätehalid.
|  |  |

En annan metod är att i stället för en halogenalkan använda en alken som alkyleringsmedel och en syra som katalysator.
|  |